# Laodamas (syn Eteoklesa)
Laodamas (gr. Λαοδάμας Laodámas, łac. Laodamas) – w mitologii greckiej król Teb.
Uchodził za syna Eteoklesa. Podczas wyprawy Epigonów zabił Ajgialeusa. Zginął z ręki Alkmeona.